# Малиновка (Анивский городской округ)
Малиновка — упразднённое село в составе Анивского района Сахалинской области.
Располагалось на берегу бухты Лососей залива Анива, в устье реки Малинка, на расстоянии примерно 2,5 км по прямой к северо-востоку от села Таранай.

## История
15 октября 1947 года был образован посёлок Малиновка в составе Таранайского сельского Совета Анивского района Сахалинской области РСФСР.
26 апреля 2004 года поселок Малиновка преобразован в село в составе Анивского района.
Исключено из учётных данных в 2024 году.

## Население
| 2002 | 2010 | 2021 |
| ---- | ---- | ---- |
| 0    | →0   | →0   |